# Fridhems folkhögskola
Fridhems folkhögskola  är en av Sveriges äldsta folkhögskolor.

## Historia
I Ulfs, Oderljunga socken behövde man ett skolhus. Det var bönder i trakten som samlade ihop medlen. Man upptäckte efter ett tag att det blev för dyrt att hålla skolan igång, så man lade ned verksamheten. Samtidigt i Ask hade folkskolläraren Hans Persson drivit sina idéer om en folkhögskola till handling. Snickare och bönder från Ask åkte på våren 1873 till Ulfs, monterade ned huset och forslade delarna till nr. 6 i Ask (Myren) och återuppförde byggnaden. Man betalade 400 riksdaler för huset. En stor del av murningen och målningen gjorde Hans Persson själv och på senhösten var det klart för invigning av Fridhems folkhögskola.
När Fridhem startade sin folkbildning 1873 var tanken att bilda den yngre vuxna befolkningen på landsbygden. De första stadgarna berättar att: ”Skolans ändamål är att åt yngre män meddela sådan undervisning, som befordrar medborgerlig bildning, gudsfruktan, sedlighet, fosterlandskärlek, arbetsamhet, redbarhet och medborgerliga dygder…” Fridhem var  en skola av sin tid, kristendomen ansågs t.ex. självklar. Det kan påpekas att dagarna börjades och avslutades med bön och sång, trots detta har det aldrig funnits någon kyrklig anknytning eller annat utomstående religiöst inflytande över Fridhem. Undervisningen vittnade inte heller om annat än att meddela basala kunskaper i ämnen som räkning, innantilläsning, historia och naturlära.
Det var den tredje folkhögskolan i Skåne och kanske den första privatägda i landet, vilket gjorde att det många gånger var knappt om medlen. 1893 flyttade skolverksamheten till Svalöv och är belägen i Svalöv sedan dess.
Föreningen Fridhems folkhögskola startade 1895 genom att 69 personer, mestadels bönder, gick samman i en garantiförbindelse, så att skolans första byggnad i Svalöv kunde uppföras. Efter flytten från Ask stod skolan utan egna lokaler. Om man inte fått denna garantiförbindelse hade inte Fridhems folkhögskola funnits idag.  Föreningen blev en ideell förening och då var medlemsavgifter och donationer från privatpersoner en betydande inkomstkälla, något det inte är idag. Skolans profil är numera religiöst och politiskt obunden och drivs av Föreningen Fridhems Folkhögskola som är en ideell förening.
Skolan var en utbildningsplats mestadels för omgivande landsbygdens ungdom. På 1960-talet övergick Fridhems folkhögskola  från bildningsskola för outbildad ungdom, till att bli en väg för vidare studier eller mer specialiserad yrkesutbildning. Eleverna hade redan grundkunskaper. Fridhem fick en stor utmaning att förändra skolan.

## Skolan under senare tid
Skolan har 240 inskrivna på terminskurserna. Internatet har plats för 190 boende kursdeltagare. I dag utgör skolan ett utbildningskomplex tillsammans med intilliggande Svalöfs gymnasium. Folkhögskolan har en kulturprofil med fyra kulturlinjer (2011): film, musik, foto och teater. Skolan har också en allmän kurs där kursdeltagarna kan komplettera sin behörighet, samtidigt som de läser någon av de fem inriktningarna: grafisk, foto, kreativt berättande,  måleri och formspråk eller högskoleförberedande. På senare år har utbildningar i dataspel och urban odling kommit till i utbildningsprogrammet. Fridhems folkhögskola är tack vare sin etablerade musiklinje medlem i International Association of Schools of Jazz (IASJ). Skolan har sommarkurser med ofta över 1 000 kursdeltagare per sommar.

### Skolans ledning
Föreningen Frihems folkhögskolas ordförande är sedan 2014 Ingegerd Wärnersson, före detta skolminister. Roger Johansson är skolans rektor sedan 1977. Skolan har en administration med 4 anställda inklusive rektor, 5 köksanställda och ett 30-tal lärare och fem personer i städning och vaktmästeri.

### Kända kursdeltagare som gått på skolan[7]
- Nils Poppe • 1929 –30
- Ingrid Dessau • 1939 –40
- Bengt Frithiofsson • 1959 –60
- Marie Fredriksson • 1975 –77
- Adel Kjellström • 1975 –78
- Katarina Leyman • 1983 –85
- Martin Q. Larsson • 1987 –88
- Jan Hellman • 1987 –89
- Jakob Norgren • 1989 –91
- Peter Mangs[8] • 19911992
- Jonas Bergh • 1992 –1993
- Anna Blomberg • 1993 –94
- Titti Persson • 1993 –94
- Hans-Christian Thulin • 1994 –95
- Mikael Kallin • 1994 –95
- Linus Walleij • 1994 –95
- Kalle Lind • 1994 –96
- Lucas Svensson • 1995 –96
- Michael Perlitz • 1995 –96
- Ted Kjellsson • 1996 –97
- Sissela Benn • 2000 –01
- Ada Berger • 2000 –01
- Liv Strömquist • 2000 –01
- Johanna Thydell • 2000 –02
- Maia Hirasawa • 2001 –02
- Fredrik Virtanen
- Navid Modiri • 2002 –03
- Ida Linde • 2002 –03
- Simon J. Berger • 2002 –04?
- Henrik Linder • 2004 –2005
- Josefin Johansson • 2004 –06
- Marika Willstedt • 2004 –2006
- Amelie Nörgaard • 2005 –07
- Magnus Nilsson • 2005 –2007
- Nic Schröder • 2005 –07
- Amanda Svensson • 2006 –08
- Ninja Thyberg[9] • 2009–11[10]
- Jonas Karlström